# Exposition spécialisée de 1965
L’Exposition Internationale du Transport 65 dite IVA 65 est une Exposition dite » Spécialisée » reconnue par le Bureau International des Expositions  (BIE) qui s’est tenue du 25 juin au 3 octobre 1965 dans le Parc national de la forêt Bavaroise, à Munich .
Il s’agit de la 16e Exposition spécialisée reconnue par le Bureau International des Expositions (BIE). Le choix d’organiser une Exposition sur ce thème à Munich a été fait le 11 mai 1962 par les Etats membres du Bureau International des Expositions. L’Exposition a été reconnue le 13 novembre 1962 par l’Assemblée Générale du BIE.
Différentes éditions d’expositions sur les transports, Deutsche Verkehrsausstellung, avaient déjà été organisées entre 1924 et 1953 au niveau national allemand mais IVA 65 fut la première Exposition Internationale spécialisée en ce domaine. L’axe central de l’Exposition portait sur le transport ferroviaire. L’Exposition fut l’occasion de présenter des prototypes du Métro léger de Francfort et la locomotive DB série 103. Les séries E03 démontrèrent pendant l’Exposition que l’on pouvait relier Augsbourg et Munich à une vitesse pouvant atteindre 200km/h. 
Outre le transport ferroviaire, la navigation, l’aéronautique et le transport routier étaient également présents sur le site. L’édition 1965 fut suivie de deux autres expositions ultérieures avant la réunification.